# I cavalieri d'Arabia
I cavalieri d'Arabia (Arabian Knights) è una serie televisiva animata statunitense del 1968, creata da Hanna-Barbera.
Segmento de Lo show dei Banana Splits, la serie è basata sulla raccolta di racconti orientali Le mille e una notte. La serie è stata trasmessa per la prima volta negli Stati Uniti su NBC dal 7 settembre 1968 al 4 gennaio 1969, per un totale di 18 episodi ripartiti su una stagione. In Italia è stata trasmessa dal 10 aprile 1980 su Ciao Ciao.

## Trama
Un principe arabo fuggitivo di nome Turhan combatte il suo malvagio usurpatore Bakar, come leader di una squadra che intraprende diverse avventure.

## Episodi
| n° | Titolo originale          | Titolo italiano                 | Prima TV USA      | Prima TV Italia |
| -- | ------------------------- | ------------------------------- | ----------------- | --------------- |
| 1  | Joining of the Knights    | L'unione dei cavalieri d'Arabia | 7 settembre 1968  | 10 aprile 1980  |
| 2  | The Ransom                |                                 | 14 settembre 1968 |                 |
| 3  | A Trap for Turhan         | Una trappola per Turhan         | 21 settembre 1968 |                 |
| 4  | The Great Gold Robbery    | La grande rapina                | 28 settembre 1968 |                 |
| 5  | The Wizard Ramnizar       | Ramnizar lo stregone            | 5 ottobre 1968    |                 |
| 6  | Sky Raiders of the Desert | I predoni                       | 12 ottobre 1968   |                 |
| 7  | The Challenge             | La sfida                        | 19 ottobre 1968   |                 |
| 8  | Isle of Treachery         | L'inganno                       | 26 ottobre 1968   |                 |
| 9  | The Sultan's Plot         | Il complotto del Sultano        | 2 novembre 1968   |                 |
| 10 | The Reluctant Empress     | Un'imperatrice riluttante       | 9 novembre 1968   |                 |
| 11 | The Coronation of Bakaar  | L'incoronazione di Bakar        | 16 novembre 1968  |                 |
| 12 | The Great Brass Beast     | Un animale di bronzo            | 23 novembre 1968  |                 |
| 13 | The Fabulous Fair         | La corsa truccata               | 30 novembre 1968  |                 |
| 14 | The Desert Pirates        | I pirati del deserto            | 7 dicembre 1968   |                 |
| 15 | The Jewels of Joowar      | I gioielli di Goowar            | 14 dicembre 1968  |                 |
| 16 | The Spy                   | Una spia singolare              | 21 dicembre 1968  |                 |
| 17 | The Prisoner              | Il prigioniero                  | 28 dicembre 1968  |                 |
| 18 | The Royal Visitor         | Il principe Kamal               | 4 gennaio 1969    |                 |

## Personaggi e doppiatori
- Principe Turhan, voce originale di Jay North.
- Principessa Nida, voce originale di Shari Lewis.
- Faarik il mago (in originale: Fariik the Magician), voce originale di John Stephenson.
- Raseem il forte (in originale: Raseem the Strong), voce originale di Frank Gerstle.
- Zazuum, voce originale di Don Messick.
- Bez la bestia (in originale: Bez the Beast), voce originale di Henry Corden.
- Bakar il Sultano Nero (in originale: Bakaar the Black Sultan), voce originale di John Stephenson.
- Vangore, voce originale di Paul Frees.
- Sundar.